# Saint-Léger-des-Prés
Saint-Léger-des-Prés är en kommun i departementet Ille-et-Vilaine i regionen Bretagne i nordvästra Frankrike. Kommunen ligger i kantonen Combourg som tillhör arrondissementet Saint-Malo. År 2022 hade Saint-Léger-des-Prés 295 invånare.

## Befolkningsutveckling
Antalet invånare i kommunen Saint-Léger-des-Prés
Referens:INSEE